# Ebelingmuseet

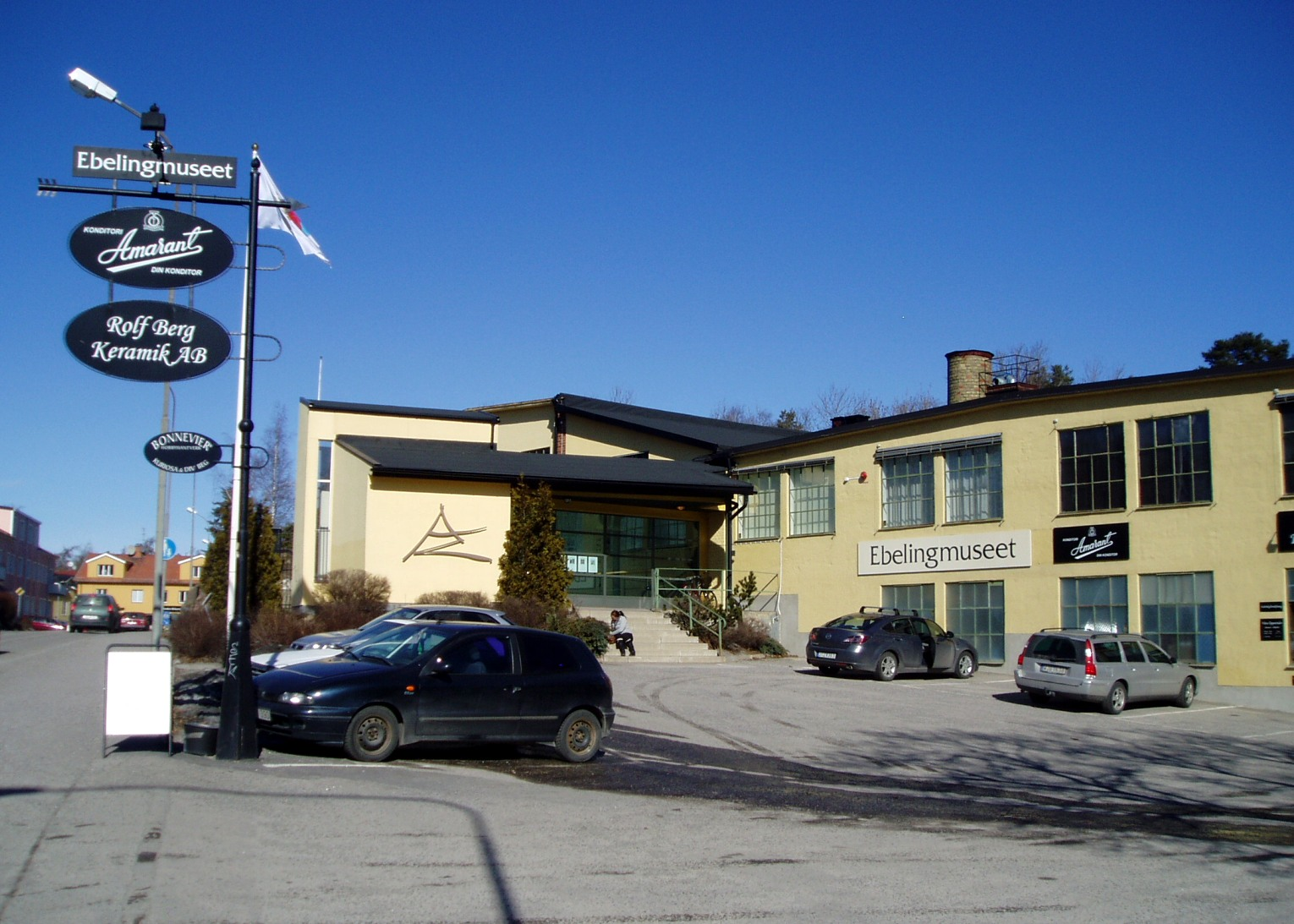
Ebelingmuseet

Ebelingmuseet ist ein Kunstmuseum in Torshälla, Schweden. Das Museum wurde 1997 eingeweiht mit einer Dauerausstellung über den schwedisch-amerikanischen Keramiker und Multikünstler Allan Ebeling (1897–1975). Seine Töchter, die Malerinnen Marianne Ebeling (1930–1979) und Harriet Ebeling (1932–2014), sind auch in der Dauerausstellung vertreten. Ein Großteil der Sammlung wurde von Harriet und Peter Ebeling gestiftet. Zusätzlich werden in Wechselausstellungen zeitgenössische schwedische Künstler präsentiert.
Ebenfalls als Dauerausstellung werden ausgewählten Fotografien von Harald Bäckstrand (1901–1995) gezeigt, dessen Archiv vom Museum verwaltet wird. Bäckstrand war zwischen 1943 und 1971 der einzige professionelle Fotograf in Torshälla.
Das Museum wird von der Gemeinde Eskilstuna in einem ehemaligen Industriegebäude am Eskilstunavägen betrieben und hatte im Jahr 2017 8.827 Besucher.